# Cantharellula alpina
Cantharellula alpina är en svampart som beskrevs av G. Stev. 1964. Cantharellula alpina ingår i släktet Cantharellula och familjen Tricholomataceae.   Inga underarter finns listade i Catalogue of Life.